# TIM Music Awards 2024
La diciottesima edizione dei TIM Music Awards si è svolta il 13 e 14 settembre 2024 all'Arena di Verona con la conduzione di Carlo Conti e Vanessa Incontrada. La premiazione è stata trasmessa in diretta il 13 e 14 settembre dall'Arena di Verona sia dall'emittente TV Rai 1 che dalle radio Rai Radio 2 e Radio Italia, sotto la produzione di Friends&Partners.

## Prima serata

### Esibizioni
La lista riporta le esibizioni in ordine di apparizione sul palco.
- Il Volo – Capolavoro / Frammenti di universo / Who wants to live forever
- Gigi D'Alessio – Una magica storia d'amore / Un nuovo bacio / Senza tuccà / Mon Amour / Como suena el corazon / Non mollare mai
- Elodie – Black Nirvana / Bagno a mezzanotte
- Mahmood – Ra ta ta / Tuta gold
- Gianna Nannini – 1983 / America
- Geolier – Episodio d'amore / El Pibe de Oro / I p' me, tu p' te
- Angelina Mango – Fila indiana / Che t'o dico a fa' / Melodrama / La noia
- Andrea Bocelli – Nessun dorma
- Fiorella Mannoia – Mariposa
- Negramaro – Ricominciamo tutto / Luna piena
- Gaia e Tony Effe – Sesso e samba
- Rose Villain – Come un tuono / Click boom!
- Riccardo Cocciante – Bella senz'anima / Margherita
- Raf – Self Control
- Clara – Diamanti grezzi
- Coez e Frah Quintale – Alta marea
- Il Tre – Fragili / Camminare sulla luna
- Alfa – Vai!
- Baby Gang e Simba La Rue – Assistente sociale
- Kid Yugi – Eva / Lilith
- Tony Boy – Medico
- Anna - 30⁰C

### Premi
La lista riporta i premi nelle rispettive categorie in ordine di consegna sul palco.

#### Album
- Disco platino per Nei Letti degli Altri – Mahmood
- Disco multiplatino per Dio lo sa – Geolier
- Disco d'oro per Pokè Melodrama – Angelina Mango
- Disco multiplatino per Icon – Tony Effe
- Disco di platino per Radio Sakura – Rose Villain
- Disco d'oro per Primo – Clara
- Disco di platino per Lovebars – Coez e Frah Quintale
- Disco d'oro per Invisibili – Il Tre
- Disco d'oro per Non so chi ha creato Il mondo ma so che era innamorato – Alfa
- Disco d'oro per L'Angelo del Male – Baby Gang
- Disco di platino per Tunnel – Simba La Rue
- Disco multiplatino per I nomi del diavolo – Kid Yugi
- Disco d'oro per Nostalgia (Export) – Tony Boy

#### Singoli
- Singolo multiplatino per Tuta gold – Mahmood
- Singolo multiplatino per I p' me, tu p' te – Geolier
- Singolo multiplatino per L'ultima poesia – Geolier e Ultimo
- Singolo multiplatino per Everyday – Takagi & Ketra feat. Shiva, Anna e Geolier
- Singolo multiplatino per Calcolatrici – Sfera Ebbasta feat. Geolier, Simba La Rue e Baby Gang
- Singolo multiplatino per La noia – Angelina Mango
- Singolo multiplatino per Che t'o dico a fa' – Angelina Mango
- Singolo multiplatino per Sesso e samba – Tony Effe e Gaia
- Singolo multiplatino per Miu Miu – Tony Effe
- Singolo multiplatino per Dopo le 4 – Tony Effe, Bresh e Tedua
- Singolo multiplatino per Click boom! – Rose Villain
- Singolo multiplatino per Come un tuono – Rose Villain feat. Guè
- Singolo multiplatino per Vai! – Alfa

#### Live e Tour
- Live Oro per Tutti per uno – Il Volo
- Live Platino per Gigi, uno come te - L’emozione continua – Gigi D'Alessio
- Live Oro per Elodie Show 2023 – Elodie
- Live Platino per Geolier Live 2024 – Geolier
- Live Oro per Fiorella Sinfonica – Fiorella Mannoia
- Live Oro per Lovebars Tour –  Coez e Frah Quintale
- Live Oro per Felicissimo Show – Pio e Amedeo

#### Premi speciali
- Premio Assoconcerti – Gianna Nannini
- Premio SIAE – Gianna Nannini
- TIM Music Award Speciale – Andrea Bocelli
- Premio SIAE – Andrea Bocelli
- Premio Arena di Verona – Andrea Bocelli
- Premio FIMI – Fiorella Mannoia
- Premio Arena di Verona – Fiorella Mannoia
- Premio Barone Airplay all’artista italiano indipendente più ascoltato in radio – Negramaro
- Premio TIM – Rose Villain
- TIM Music Award Speciale – Riccardo Cocciante
- Premio Arena di Verona – Riccardo Cocciante
- Premio SIAE – Riccardo Cocciante
- TIM Music Award Speciale – Raf

### Ospiti
- Pio e Amedeo

## Seconda serata

### Esibizioni
La lista riporta le esibizioni in ordine di apparizione sul palco.
- Pinguini Tattici Nucleari – Rubami la notte
- Loredana Bertè – Non sono una signora / Figlia di... / Sei bellissima / Pazza
- Annalisa e Tananai – Storie brevi
- Lazza – 100 messaggi
- Emma – Femme fatale / Apnea
- Articolo 31 – Peyote / Maria Maria / Volume 31
- Annalisa – Euforia / Sinceramente / Indaco violento
- Max Pezzali – Ci sono anch'io / Una canzone d'amore / La regola dell'amico
- Massimo Pericolo e Emis Killa – Moneylove
- Pinguini Tattici Nucleari – Romantico ma muori
- The Kolors – Karma / Un ragazzo una ragazza
- Umberto Tozzi – Tu / Gloria
- Tedua e Annalisa – Beatrice
- Alessandra Amoroso e BigMama – Mezzo rotto
- Ricchi e Poveri – Ma non tutta la vita
- Bresh – Torcida
- Mr. Rain – Due altalene / Supereroi
- Club Dogo – Nato per questo
- Capo Plaza – Acqua passata / Vetri neri / Fino all'alba / Capri Sun
- Rhove – Alé
- Mida – Rossofuoco

### Premi
La lista riporta i premi nelle rispettive categorie in ordine di consegna sul palco.

#### Album
- Disco platino per Souvenir – Emma
- Disco multiplatino per E poi siamo finiti nel vortice – Annalisa
- Disco platino per Le cose cambiano – Massimo Pericolo
- Disco multiplatino per La Divina Commedia – Tedua
- Disco oro per Pianeta di Miller – Mr. Rain
- Disco platino per Club Dogo – Club Dogo
- Disco platino per Ferite – Capo Plaza
- Disco oro per Popolari – Rhove

#### Singoli
- Singolo multiplatino per 100 messaggi – Lazza
- Singolo multiplatino per Apnea – Emma
- Singolo multiplatino per Sinceramente – Annalisa
- Singolo multiplatino per Moneylove – Massimo Pericolo e Emis Killa
- Singolo multiplatino per Un ragazzo una ragazza – The Kolors
- Singolo multiplatino per Dopo le 4 – Tony Effe, Bresh e Tedua
- Singolo multiplatino per Nightmares – Bresh e Pinguini Tattici Nucleari
- Singolo multiplatino per Rossofuoco – Mida

#### Live e Tour
- Live Platino per Tutti nel vortice Tour – Annalisa
- Live Diamante per Max Forever – Max Pezzali
- Live Diamante per Non perdiamoci mica di vista - Tour 2024 – Pinguini Tattici Nucleari
- Live Platino per Il Paradiso Tour – Tedua
- Live Oro per Club Dogo Tour 2024 – Club Dogo

#### Premi speciali
- TIM Music Award Speciale – Loredana Bertè[M 1]
- TIM Summer Hits – Annalisa e Tananai
- TIM Music Award Speciale – Slait[M 2]
- TIM Music Award Speciale – Articolo 31[M 3]
- Premio EarOne – Annalisa[M 4]
- Premio Arena di Verona – Annalisa
- Premio EarOne – The Kolors[M 5]
- TIM Music Award Speciale – Umberto Tozzi[M 1]
- TIM Music Award Speciale – Ricchi e Poveri[M 6]
- TIM Music Award esclusivo – Non identificato femminil

### Ospiti
- Andrea Delogu
- Stefano De Martino

## Ascolti
| Puntata | Data              | Telespettatori | Share  |
| ------- | ----------------- | -------------- | ------ |
| 1       | 13 settembre 2024 | 2 250 000      | 17,20% |
| 2       | 14 settembre 2024 | 2 902 000      | 22,20% |
| Media   | Media             | 2 576 000      | 19,70% |